# شاه‌نبی علیا
شاه‌نبی علیا، روستایی از توابع بخش مرکزی شهرستان امیدیه در استان خوزستان ایران است.

## جمعیت
این روستا در کیلومتر ۲۰ جاده اهواز امیدیه قرار دارد و براساس سرشماری مرکز آمار ایران در سال ۱۳۸۵، جمعیت آن ۲۷۳ نفر (۴۳خانوار) بوده‌است.